# Valdelavilla
Valdelavilla es una aldea despoblada de la provincia española de Soria, en la comunidad autónoma de Castilla y León. Antiguo municipio, se ubica en la comarca de  Tierras Altas y en el partido judicial de Soria. Pertenece al término municipal de San Pedro Manrique. En la actualidad, después de una reforma casi íntegra, Valdelavilla es un centro de turismo.

## Geografía
Esta pequeña localidad, en su día despoblada y actualmente un centro de turismo, se encuentra en la comarca de Tierras Altas. Está ubicada en el norte de la provincia, en el límite con La Rioja bañado por el río Mayor en la vertiente mediterránea y afluente del río Alhama al sur de la Sierra de Achena y al norte de la de Alcarama.  Desde el punto de vista jerárquico de la Iglesia católica forma parte de la Diócesis de Osma la cual, a su vez, pertenece a la Archidiócesis de Burgos.

### Comunicaciones
Camino de acceso a la carretera autonómica SO-630.

## Historia
Su origen se remonta a los siglos XI-XII, a raíz de las repoblaciones de las tierras conquistadas al caudillo musulmán Almanzor. Una "Executoria" bajo el reinado de Felipe II, en 1550, es el primer documento que da fe de la existencia del Concejo de Valdelavilla. En el censo del 1594, se encuentra citada como Val de la Villa, en el Sesmo de Carrascales, formado además por los pueblos de Sarnago, Valdeneguilla, Val de Prado, Castillejo, Matasejún y el Molino.

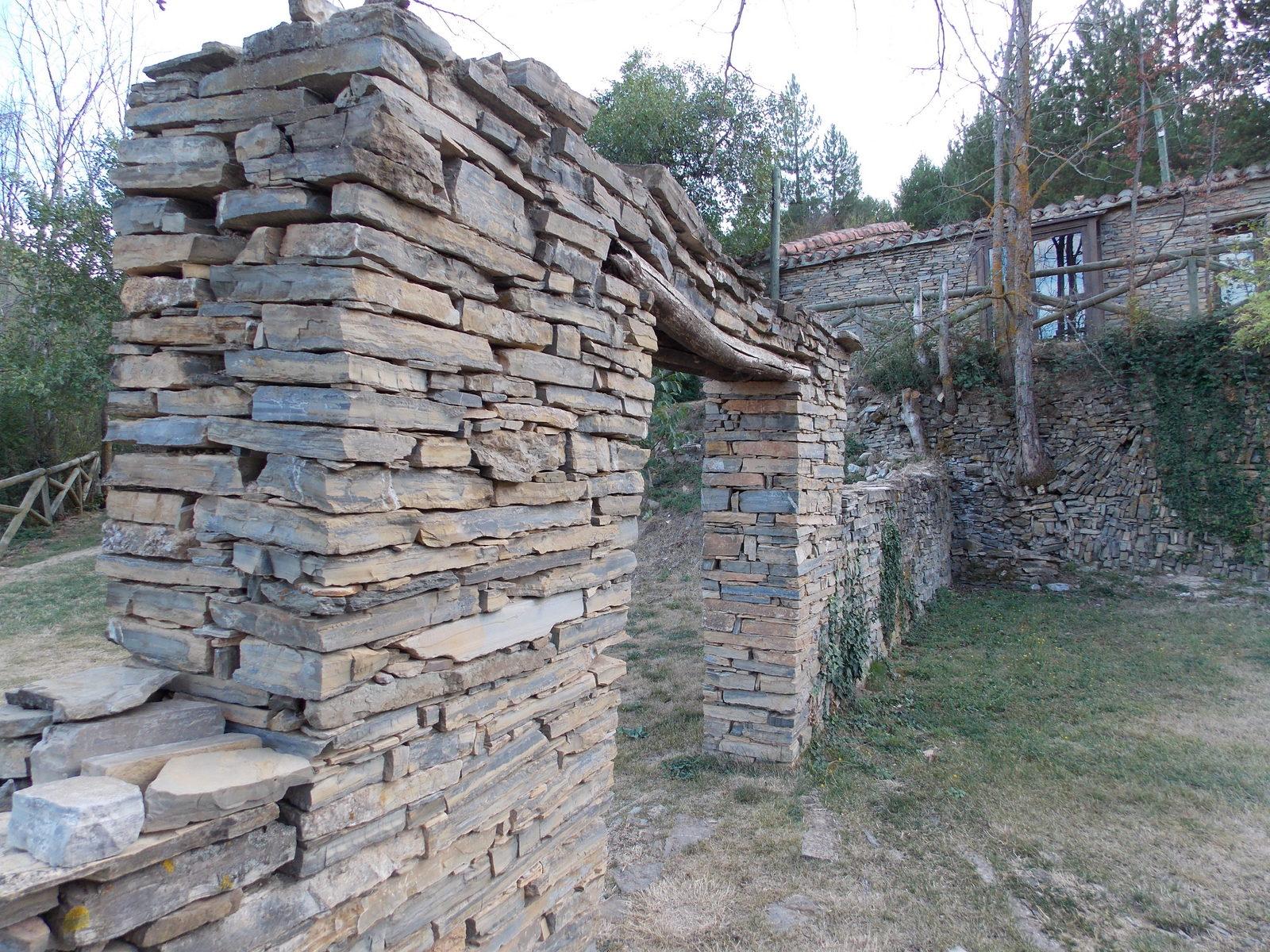
Detalle de una calle y construcción típica con piedra seca del despoblado

Este pueblo, como muchos otros en Castilla durante la Edad Media, fue un asentamiento humano formado por un grupo reducido de personas. Llegando a vivir en él entre 5 y 20 familias.
A la caída del Antiguo Régimen la localidad se constituye en municipio constitucional en la región de Castilla la Vieja, partido de Ágreda que en el censo de 1842 contaba con 8 hogares y 36 vecinos.
A mediados del siglo XIX este municipio desaparece porque se integra en Matasejún. En 1950, contando con 60 habitantes, sufrió un proceso de emigración a los centros urbanos, alentado por las expropiaciones para la repoblación forestal. En 1968 el pueblo queda vacío.
Esta localidad, que llegó, por tanto, a quedarse despoblada en los años 1960, ha sido reconstruida en su casi totalidad y rehabilitada como centro de turismo rural. La localidad y su entorno poseen especiales características climáticas, arquitectónicas, paisajísticas, una peculiar flora marcada por el especial microclima del que disfruta el pequeño valle en el que está ubicado, y por su abundante fauna.

## Valdelavilla en la televisión

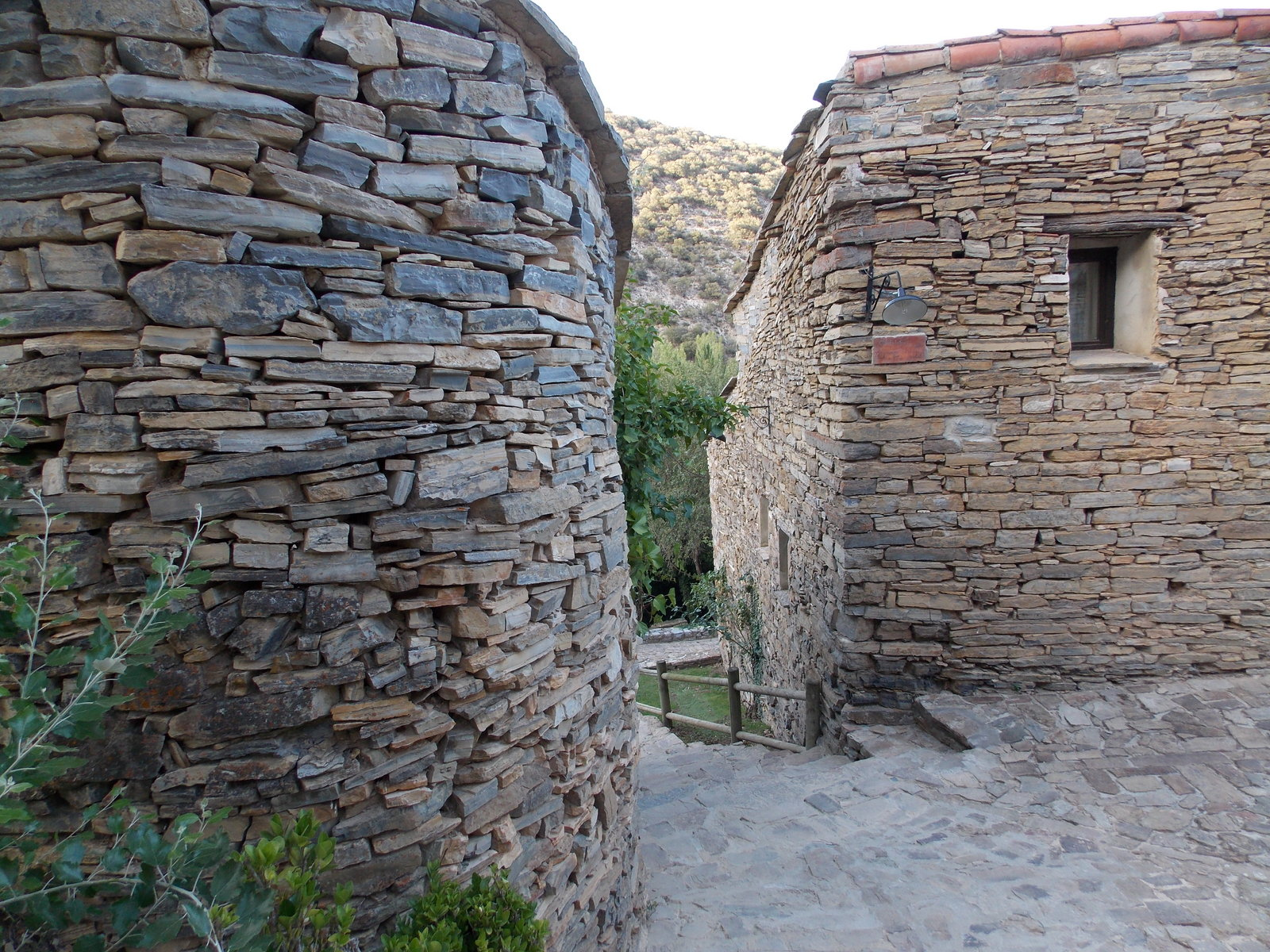
Calle y construcciones típicas con piedra seca

En septiembre de 2018 la localidad también se convirtió en el escenario de El pueblo, una serie para Telecinco de los creadores de La que se avecina. El equipo se instaló allí durante cuatro meses, un periodo que describen como un proceso de desintoxicación tecnológico, pues Valdelavilla cuenta con una conexión wifi por satélite con un ancho de banda muy limitado. Lo curioso del caso es que no todos los actores -como Santi Millán y Carlos Areces- cupieron en la villa, sino que más de 80 personas tuvieron que repartirse en hoteles, casas rurales y pisos de alquiler en pueblos aledaños como San Pedro Manrique y Ventosa.
El pueblo versa en torno a varios urbanitas que deciden marcharse a una localidad abandonada que después resulta no estarlo tanto. Actualmente existen cuatro temporadas, de 8 capítulos cada una.